# TOSニュース
『TOSニュース』（ティーオーエスニュース）は、テレビ大分で生放送されているローカルニュース番組（スポットニュース）である。

## 番組概要
- テレビ大分がNNNとFNNの2つのニュースネットワークに加盟していることから、同局ではNNNの全国ニュースは朝と深夜に、FNNの全国ニュースは昼と夕方に放送されている。

- 1993年9月30日まではANNにも加盟していたため、3系列のニュース番組が放送されていた。

- ここでは、現在および過去にテレビ大分で放送されていたニュース番組について記す（時刻はすべてJST）。

## ローカルニュース
- 火 - 日曜 20:54 -21:00[1]
  - 2007年以降『FNSの日』についてはネットワークに参加していないため、『FNNニュース』のネット受けの時間帯のうち、日曜夕方枠の『FNNスーパーニュースWEEKEND』→ 『FNN みんなのニュース Weekend』→ 『FNNプライムニュース イブニング』→『Live News it!』の休止による代替枠としてTOSニュースを事実上拡大する（昼前の全国ニュース枠は休止）、しかし、月曜は2017年3月いっぱいで放送枠を廃止、土曜 - 日曜は2022年3月いっぱいで放送枠を廃止、残る火曜 - 金曜についても2023年3月いっぱいで放送枠を廃止した、なお、後番組として土曜は『中島知子のおんせんさんぽ』、日曜は『宇宙人ニュース』を放送していた。2023年3月31日をもって、それぞれ夜枠の改編に伴い廃止となった。[2]
- 月 - 金曜 7:55 - 8:00
  - 2023年4月3日より放送。日本テレビでは『ZIP!』が9時まで放送時間を拡大したが、TOSでは『めざまし8』放送のため、日テレが設定した飛び降りポイントを行使して放送[3]。
  - 朝の時間帯は「おはよう大分」以来5年ぶりで民放では初めてである。オープニングはなく、天気カメラで開始する。主な内容はニュースと交通情報、気象情報で、エンディングの後に『めざまし8』に接続する。
  - 2025年3月31日からは当該枠にて「めざましテレビ」を放送されるため、28日を最後に終了。

### 担当アナウンサー
- シフト勤務

## 歴代夕方のローカルワイドニュース番組タイトル
ニュースインおおいた → FNNニュースインおおいた TOS
1978年10月2日 - 1997年3月30日
番組開始当初は県内ニュースのみ
- 月曜 - 金曜 18:30 - 18:45 → 18:30 - 18:50

1984年10月1日から番組終了まで全国+県内ニュース
- 月曜 - 金曜 18:00 - 18:50 → 18:00 - 18:55、土曜 18:00 - 18:25 / 日曜 17:30 - 17:55

（全国ニュースは東京から『FNNスーパータイム』）
FNN TOSスーパータイム
1985年4月7日 - 1986年3月30日
- 日曜 17:30 - 18:00

（全国ニュースは東京から『FNNスーパータイム』）
TOSザ・ヒューマン FNN
1997年3月31日 - 1998年3月29日
- 月曜 - 金曜 17:54 - 18:55、土曜 18:00 - 18:25 / 日曜 17:30 - 17:55

（全国ニュースは東京から『FNNニュース555 ザ・ヒューマン』、週末・年末年始のみ『FNNニュース ザ・ヒューマン』）
FNN TOSスーパーニュース
1998年3月30日 - 2015年3月29日
- 月曜 - 金曜 17:54 - 18:55 → 17:53 - 18:55 → 17:53 - 19:00 → 17:54 - 19:00、土曜 18:00 - 18:25 / 日曜 17:30 - 17:55 → 土曜・日曜 17:30 - 17:55

（全国ニュースは、東京から『FNNスーパーニュース』、週末のみ、『FNNスーパーニュースWEEKEND』）
ゆ〜わくワイド&News
2015年3月30日 - 現在
- 月曜 - 金曜 16:45 - 19:00

（全国ニュースは東京から『Live News イット!』）
FNN TOSみんなのニュース
2015年4月4日 - 2018年4月1日
- 土曜・日曜 17:30 - 17:55

（全国ニュースは東京から『 FNN みんなのニュース Weekend』）
FNN TOSプライムニュース イブニング
2018年4月7日 - 2019年3月31日
- 土曜・日曜 17:30 - 17:55

## その他のニュース番組タイトル
TOS FNNテレビ朝刊
1970年4月開局時 - 1994年3月27日
- 日曜 7:15 - 7:25 → 6:30 - 6:40

TOSお昼のニュース
1991年4月1日 - 1993年9月30日
- 月曜 - 金曜 11:35 - 11:40

FNN TOSスピーク
1993年10月1日 - 2018年4月1日
- 月曜 - 金曜 11:30 - 11:55
- 土曜・日曜 11:50 - 12:00

（全国ニュースは東京から『FNNスピーク』、週末のみ『FNNスピークWeekend』）
FNN TOSプライムニュース デイズ
2018年4月2日 ‐ 2019年3月31日
- 月曜 - 金曜 11:30 - 11:55
- 土曜・日曜 11:50 - 12:00

（全国ニュースは東京から『FNNプライムニュース デイズ』）
TOSテレニュースFNN
1993年10月3日 - 2016年3月27日
- 日曜 11:50 - 12:00

（全国ニュースは東京から『産経テレニュースFNN』）

## 全国ニュース

### 朝ニュース（NNN）

#### 現在
- NNN NEWS ZIP!（『ZIP!』）
- NNNニュースサタデー（『ズームイン!!サタデー』）
- NNNニュースサンデー

#### 過去
- NNNあさ7時のニュース
- NNNモーニング7
- NNN朝のニュース（第1期）
- NNNおはよう!ニュースワイド
- NNN朝のニュース（第2期、平日は1992年3月27日まで、1994年4月3日に日曜の放送を開始）
- NNNニュースジパング（『ジパングあさ6』）
- NNNニュースSUPER（『ズームイン!!SUPER』）
- FNNテレビ朝刊（日曜日のみ、1970年代の一時期には平日にも放送）
- 産経テレニュースFNN（1994年3月27日まで、日曜のみ）

### 昼ニュース（FNN）

#### 現在
- FNN Live News days
- FNNニュース（年末年始）

#### 過去（ANN）
- ANNニュース（第1期）
- ANNニュースライナー
- ANNニュース（第2期）
- 産経テレニュースFNN
- FNNスピーク
- FNNスピークWeekend
- FNNプライムニュース デイズ

### 平日午後ニュース（FNN、現在は終了）

#### 過去
- FNN奥さまニュース
- 産経テレニュースFNN
- FNNニュース2:00
- FNN Five to 4:00
- FNNニュース3:50

### 夕方ニュース（FNN）

#### 現在
- Live News イット!
- FNNニュース（年末年始）

#### 過去
- FNNニュース
- FNNニュース6:30
- FNNテレビ土曜・日曜夕刊
- FNNニュースレポート6:00
- FNNニュースレポート5:30
- FNNスーパータイム
- FNNニュース555 ザ・ヒューマン
  - FNNニュース ザ・ヒューマン
- FNNスーパーニュース
  - FNNスーパーニュースWEEKEND
- みんなのニュース
  - FNN みんなのニュース Weekend
- プライムニュース イブニング

### 夜ニュース（NNN）

#### 現在
- NEWS ZERO → news zero
- NNNニュース&スポーツ（不定期、通常年末年始のみ）
- Going!Sports&News

#### 過去
- NNNきょうの出来事
- NNNニュース